# 刘永坚
刘永坚（1961年11月—），湖南冷水江人，中国工程院院士，现任空军装备研究院雷达与电子对抗研究所所长、高级工程师，大校军衔，空军级专家，政府特殊津贴享受者。

## 履历[1][2]
- 1982年，毕业于国防科技大学航天工程系。
- 2008年，博士毕业于北京航空航天大学自动化科学与电气工程学院导航、制导与控制专业。
- 2017年，当选中国工程院院士。2018年2月24日，当选为第十三届全国人大代表[3]。